# Borr
Borr, Burr (również Bor lub Bur) – w mitologii nordyckiej syn Búriego, syn Bestli, ojciec Odyna, Wilego i We. W Eddzie pojawia się w poemacie Gylfaginning, inne źródła milczą o nim. Jego rola w panteonie nordyckim jest nieznana, ale nie ma przesłanek, by twierdzić, że był obiektem czci.